# シュトゥットガルト路面電車DT8.10形電車
DT8.10形は、ドイツのシュタットバーン（ライトレール）のシュトゥットガルト・シュタットバーンで使用されている電車の1形式。シーメンスによって1999年から2000年にかけて製造され、ボンバルディア・トランスポーテーション製の同型車両であるDT8.11形と共に使用されている。形式名をS-DT8.10形およびS-DT8.11形と呼ぶ場合もある。

## 概要
ドイツの都市・シュトゥットガルトには、中心部に地下区間を有する大規模なシュタットバーン（ライトレール）であるシュトゥットガルト・シュタットバーンが存在し、DT8（S-DT8）という形式名を持つ黄色を基調とした塗装で統一された2両編成の電車が継続して導入されている。その中でDT8.10形およびDT8.11形は、1996年9月にシーメンスとアドトランツのコンソーシアムが契約を獲得し、1999年以降導入が実施された車両である。
それまで量産が続いていたデュワグ製のDT 8.4 - DT 8.9形と同様に片運転台式の電動車を背中合わせに繋いだ2両編成で運用され、最大3編成まで連結運転が可能である。全溶接式の軽量鋼で作られた車体のデザインも従来の車両を踏襲している一方、床下のカバーの面積が広がり、通常運転時の前面下部は連結器（シャルフェンベルク式連結器）以外全てカバーで覆われている。他にも前面窓や窓周りの帯の運転台付近のデザインなども変更されており、編成長は従来の車両（37,640 mm）から僅かに伸びた38,560 mmとなっている。更に、従来の量産車は各車両間の往来が不可能であった一方、DT8.10形やDT8.10形は車両間に貫通幌が設けられ、往来が可能となっている。車内の座席配置はクロスシートで、各座席は難燃性の素材を用いた青色の布張りとなっている。空調装置は冷暖房双方に対応し、客室用は各車両の屋根に2基ずつ設置されている一方、運転室用は床下に存在する。
主電動機や制御装置を始めとした電気機器については従来の車両から大きく変更されており、主電動機は従来の各ボギー台車に1基（モノモーター方式）と言う配置からボギー台車の各車軸に1基、1両につき4基と増設されている他、機器自体も自冷式三相誘導電動機がシュトゥットガルト・シュタットバーン向け車両で初めて採用されている。主電動機の出力値は120 kWと高く、最大85‰の勾配を登坂可能な性能が確保されている。これらの機器の管理や制御、診断にはシーメンスが開発したデータバスシステムのSIBAS 32が用いられ、情報は運転台に設置されたデイスプレイに表示される。
1999年から2000年にかけてシーメンス製のDT8.10形（3301 - 3346）が製造された一方、2004年から2005年にはアドトランツを吸収したボンバルディア・トランスポーテーションによってDT8.11形（3347 - 3400）が作られた。2019年にはフォイト製の制御装置や集電装置への交換工事が実施されており、同年時点で全車が営業運転に使用されている。

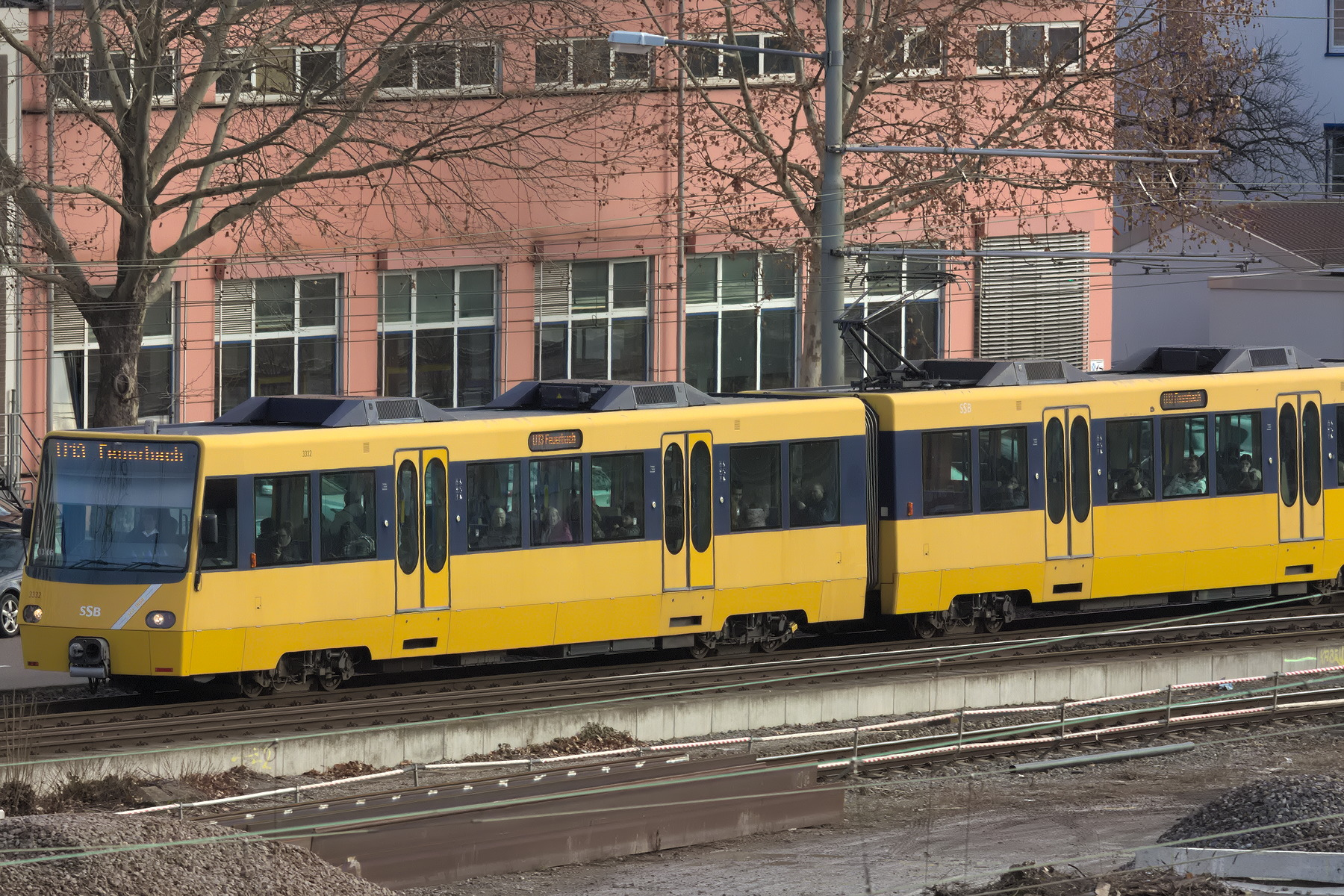
DT8.10形（3332 + 3333）（2019年撮影）
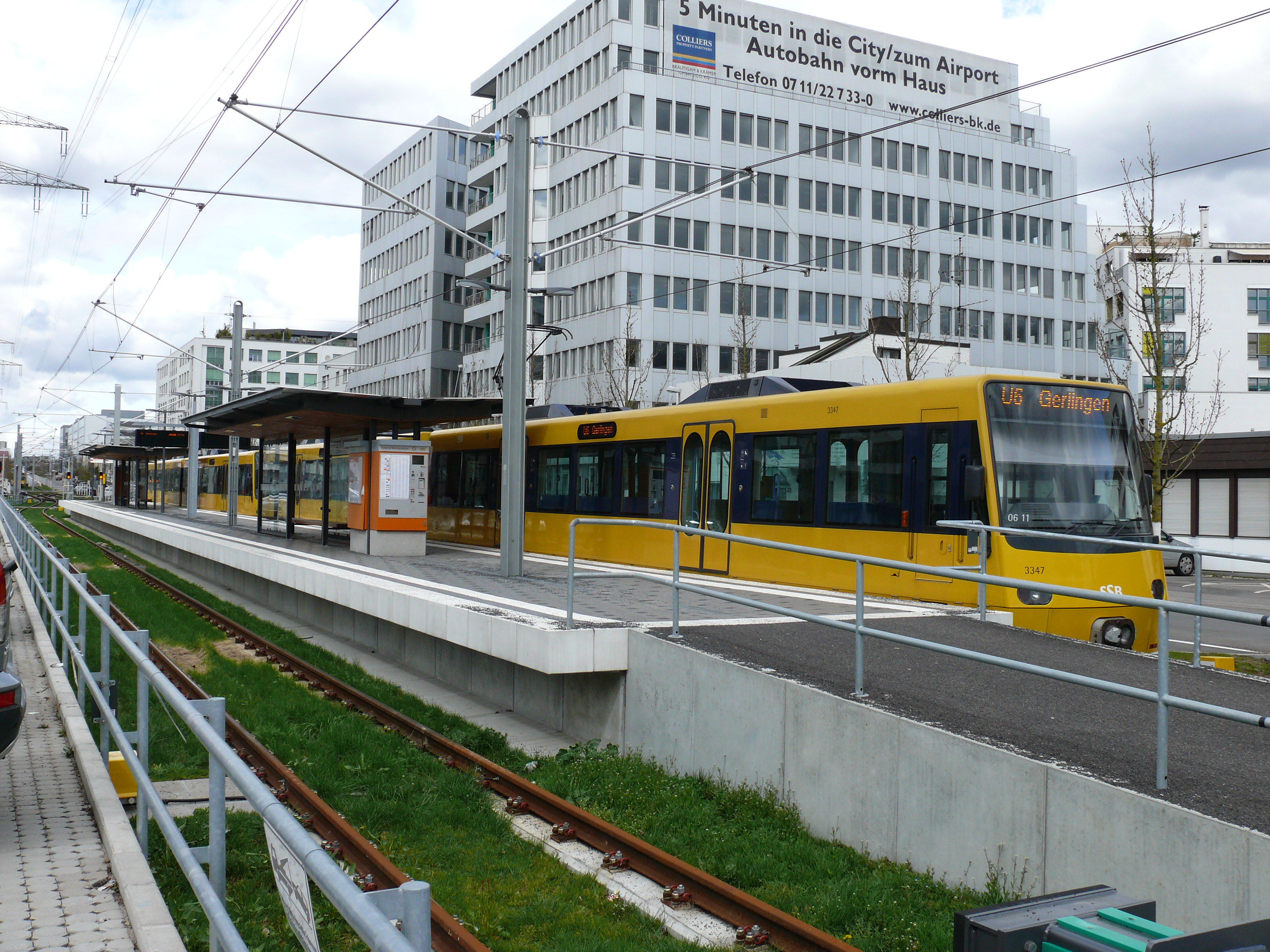
連結運転を行うDT8.10形（2011年撮影）
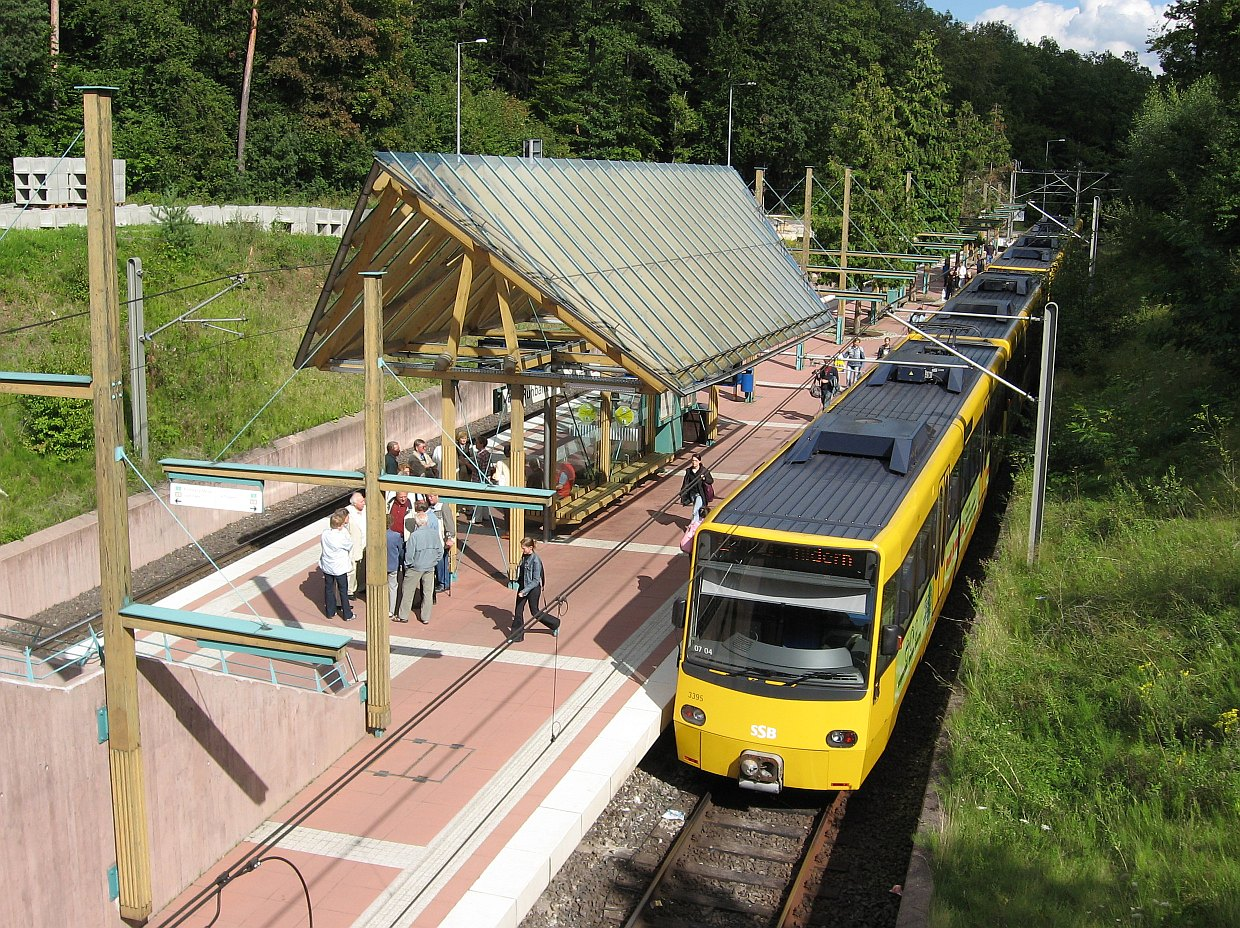
屋根上（DT8.10形、3395 + 3396）（2006年撮影）